# Emma Rendel
Emma Rendel, född 1976 i Uppsala, är en svensk serieskapare som bor och arbetar i Stockholm.
Emma Rendel har studerat illustration och grafisk design på Central St Martins and Communication Arts and Design at the Royal College of Art och bodde i London under åtta år. Hennes serier har publicerats i Art Review , Icon Magazine, Le Gun och Galago och hennes illustrationer har bland annat synts i Form och Time Out.
Hon deltog i utställningen Cut my legs off and call me shorty! på Tensta Konsthall sommaren 2009.